# سرکه بالزامیک

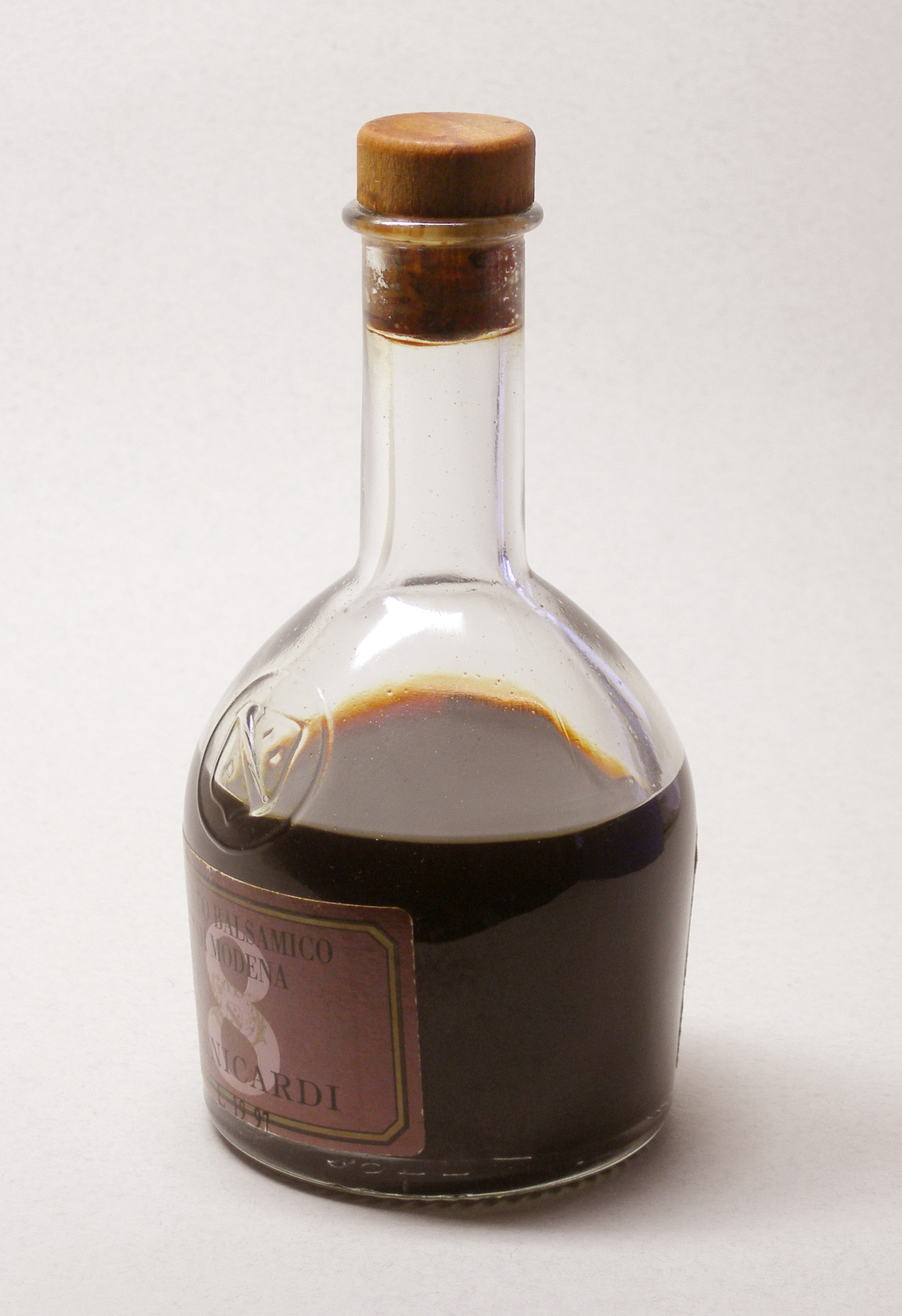
سرکه بالزامیکو

سرکه بالسامیک (بالزامیکو) یک چاشنی با منشأ ایتالیایی است. این نوع سرکه معطر و دارای طعم شیرین می‌باشد.

## طرز تهیه

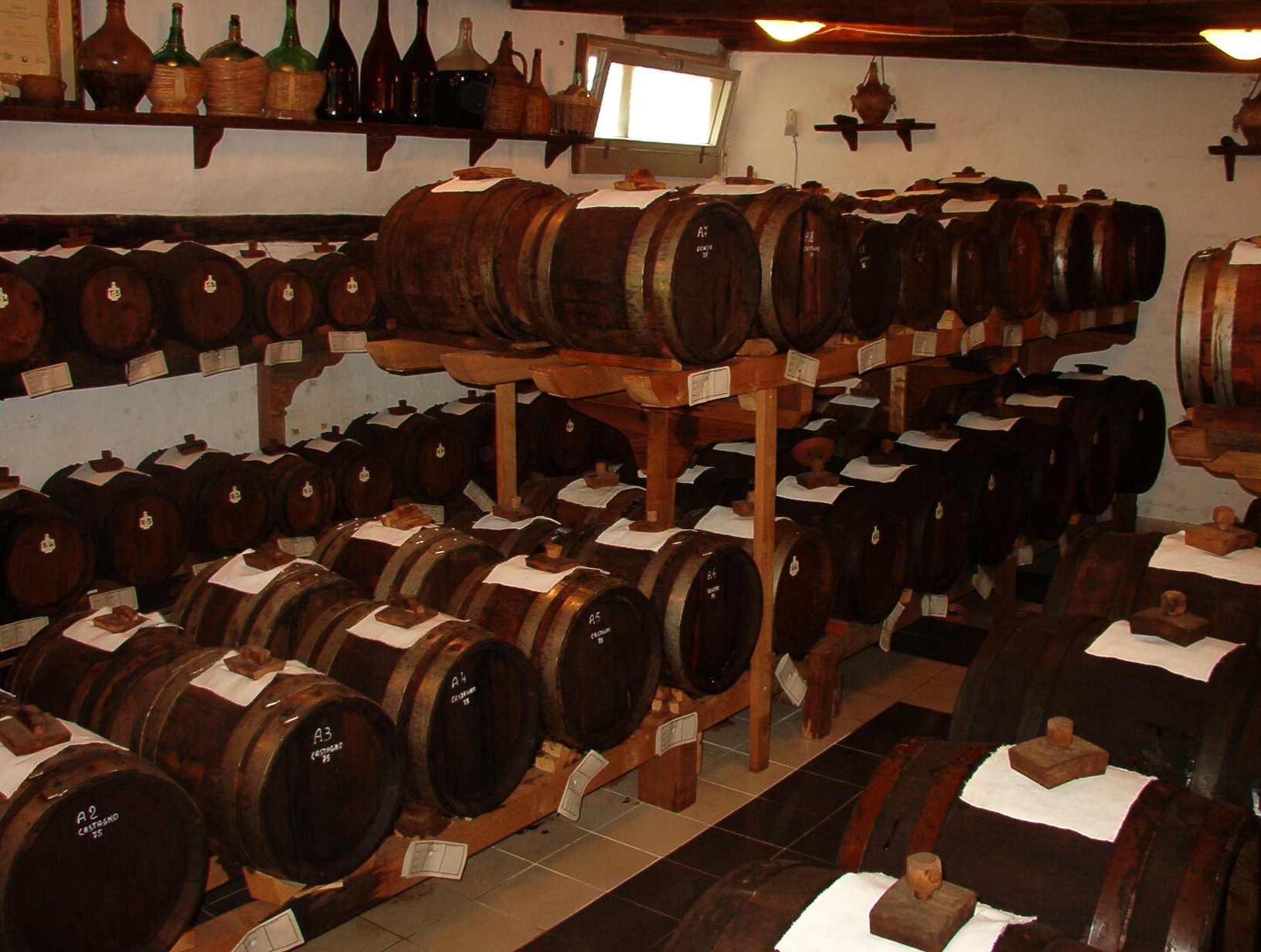
سرکه بالسامیک

به محض برداشت انگور، میوه به آرامی پرس می‌شود و آب به دست آمده در معرض حرارت قرار می‌گیرد (میزان آن معمولاً ۸۰ درجه سانتی‌گراد و زمان آن ۳۶ تا ۴۰ ساعت است). فرایند گرمایی برای کاهش حجم و از بین بردن باکتری‌ها اعمال می‌شود. در انتهای فرایند حرارتی، میزان شکر ۲۸ تا ۳۳ درصد بوده و زمانی به این میزان دست پیدا می‌کنیم که از ۱۰۰ لیتر آبانگور اولیه ۶۰ لیتر باقی‌مانده باشد (از هر ۲۰۰ کیلوگرم انگور ۱۰۰ لیتر آب‌انگور استخراج می‌شود).
در مرحلهٔ دوم عصاره همراه بچه سرکه به تانکرهای بزرگی منتقل می‌شوند (مخمرها یا به صورت آماده اضافه می‌گردند یا اینکه با گذشت زمان درون تانکرها بدون دخالت تولیدکننده رشد و تکثیر می‌یابند). درون تانکر، قند تخمیر و به الکل تبدیل و الکل نیز توسط باکتری‌ها اکسید می‌شود.
مرحله بعدی در تولید سرکه بالزامیک مرحله رسیدن است که حداقل ۳ سال طول می‌کشد (ممکن است این فرایند تا ۱۲ سال یا بیشتر نیز به طول بینجامد). در مرحله رسیدن از چندین بشکه چوبی با اندازه‌ها و جنس‌های متفاوت استفاده می‌شود؛ حداقل ۳ بشکه برای تولید این محصول نیاز است، اما تعداد آنها را می‌توان به ۵ یا ۷ عدد افزایش داد. هر کدام از بشکه‌ها از چوب خاصی ساخته می‌شود (مانند چوب درخت فندق، گیلاس، بلوط، توت، سرو کوهی و…)؛ هر کدام از چوب‌ها وظیفه خاصی را در مرحله رسیدن بر عهده دارند. فندق مسئول تولید رنگ است، گیلاس طعم شیرین را به محصول منتقل می‌کند و توت ایجادکننده عطر است. پس از ساختن بشکه‌ها به آنها مقداری سرکه بالزامیک از پیش آماده شده افزوده و یک سال آنها را به حالت سکون نگهداری کرده تا میکروارگانیسمهای مسئول تولید سرکه جذب چوب‌ها شوند.
بشکه‌ها با توجه به اندازه آنها از بزرگ به کوچک کنار هم چیده می‌شوند؛ حجم آن‌ها بین ۱۰ تا ۷۵ لیتر بوده و جنس آنها در ترتیب قرارگیری و اندازه آنها تأثیری ندارد. محصول به دست آمده از مرحله اول به بشکه شماره یک منتقل شده و یک سال یا بیشتر به حال سکون رها می‌شود. پس از رسیدن به عطر و طعم مطلوب، عصاره به بشکه دوم منتقل می‌گردد و مانند حالت قبل تا رسیدن به عطر و طعم دلخواه در بشکه باقی می‌ماند، پس از آن، عصاره به بشکه سوم منتقل شده و این چرخه تا رسیدن به کوچک‌ترین بشکه ادامه می‌یابد؛ و سرانجام پس از این‌که محصول تمام خصوصیات استاندارد خود را پیدا کرد، محتویات بشکه آخر برای قضاوت در اختیار یک هیئت پنج نفره قرار گرفته و در صورت تأیید بسته‌بندی و به بازار عرضه می‌شود.

### ارزش غذایی
سرکه بالزامیک میزان بالایی شکر دارد، در نتیجه باکتری‌های مولد این سرکه با سایر گونه‌های تولیدکننده سرکه تفاوت دارند. بر اساس تحقیقات ۳۲ گونه از Gluconacetobacter Xylinus در تولید این سرکه نقش دارند. همچنین از آنجا که ماده اولیه تولید این سرکه انگور می‌باشد، محصول به دست آمده حاوی میزان بالایی (حداقل ۸ نوع) از اسیدهای فنولیک بوده که خاصیت آنتی‌اکسیدانی دارند؛ تحقیقات نشان می‌دهند که حتی پس از گذشت چند سال از گرفتن عصاره انگور این ترکیبات همچنان در محصول نهایی وجود دارند. هر ۱۰۰ گرم از این ماده غذایی میزان ۸۸ کیلو کالری انرژی در بدن تولید کرده که بیشتر آن به علت وجود انواع کربوهیدرات‌ها است. کلسیم، آهن، منیزیم، فسفر، پتاسیم، سدیم، روی و منگنز مواد معدنی موجود در این محصول هستند.

## انواع سرکه بالزامیک
باید توجه کرد که تمامی سرکه‌های بالزامیک موجود در بازار واقعی نیستند. از میان سه نوع سرکه بالزامیک موجود در سوپر مارکت‌ها تنها یک نوع آن اورجینال بوده و با روشی که در بالا توضیح داده شد تولید می‌شود و بقیه تنها از لحاظ برخی خصوصیات شبیه سرکه بالزامیک اصیل هستند.
Tradizionale: هر گاه روی برچسب سرکه بالزامیک عبارت ACETO BALSAMICO TRADIZIONALE را مشاهده کردید می‌توانید مطمئن باشید که سرکه بالزامیک اورجینال است.
این نوع سرکه حداقل باید ۱۲ سال صرف فرایند رسیدنش شده باشد. علاوه بر آن هیئتی از متخصصین کارکشته تمامی مراحل تولید آن را زیر نظر می‌گیرند و مشخصه بارزش نوع بسته‌بندی و فویل آلومینیومی به روی درب آن می‌باشد. قیمت این نوع از سرکه بالزامیک به دلیل زحمات زیادی که صرف تولیدش می‌شود و دارا بودن همه خصوصیات یک سرکه بالزامیک اصیل بسیار بالاست (بین ۷۵ تا ۴۰۰ دلار).
Condimento Balsamico: تولیدکنندگانی که خارج از مودنا زندگی می‌کنند یا اینکه نمی‌خواهند استانداردهای سختگیرانه تولید سرکه بالزامیک اصیل مودنا را رعایت کنند نیز می‌توانند این نوع سرکه را به بازار عرضه کنند. این نوع سرکه بالزامیک مدت زمان کوتاهی صرف تولیدش می‌شود؛ بنابراین خصوصیات نوع اصیل را ندارد و با نام‌های condimento balsamico یا salsa balsamica یا salsa di mosto cotto عرضه می‌شود.
Aceto Balsamico di Modena: بیشترین نوع از سرکه بالزامیک که در ایران یافت می‌شود عبارت Aceto Balsamico di Modena را روی برچسب خود دارد. این نوع سرکه با اینکه سرکه بالزامیک نامیده می‌شود فقط تعدادی از خصوصیات سرکه اصیل را دارا می‌باشد. مدت زمان زیادی صرف تولید آن نمی‌شود و ممکن است حاوی آب انگور و سرکه معمولی نیز باشد. با اینحال به این نوع سرکه هم سرکه بالزامیک گفته می‌شود.
از جمله سرکه‌های معروف برندهایی چون roberto و corichelli و milano است
در نتیجه تنها نوعی از سرکه که عبارت ACETO BALSAMICO TRADIZIONALE روی برچسب آن نوشته شده سرکه بالزامیک اصیل است و قیمت آن نیز بسیار بالاست.